# Emily Pelloe
Emily Harriet Sundercombe de Pelloe (3 de mayo de 1878 - 15 de abril de 1941) fue una naturalista, artista de historia natural, y escritora de libros, de fanerógamas de Australia Occidental, también periodista y afamada amazona. Su obra en acuarela, amplias ilustraciones y descripciones en idioma inglés, fueron incluidos en una serie de publicaciones sobre la flora del Estado.

## Biografía

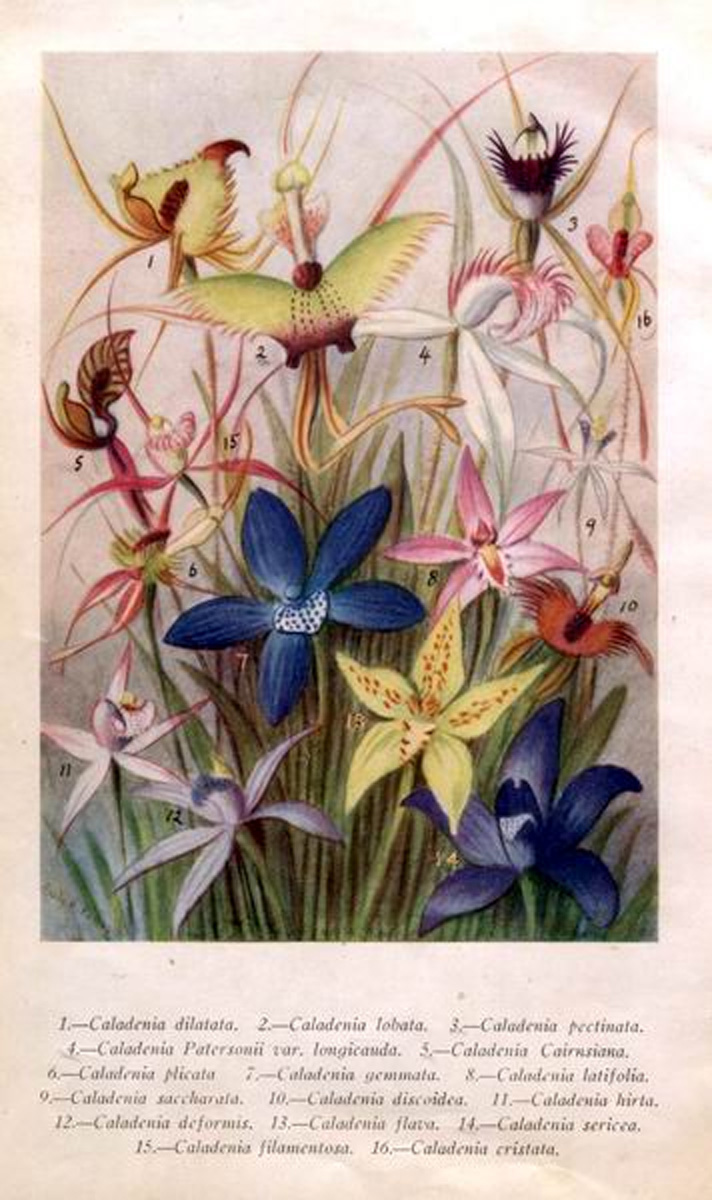
Caladenia
Placa 1 de West Australian Orchids

Emily Sims era originaria del suburbio melburniano de Santa Kilda, en el estado de Victoria, y luego se mudaron a Perth, Australia Occidental, donde en 1902, se casó con el banquero, Theodore Parker Pelloe. Tuvo un temprano interés en los deportes ecuestres, y por la botánica en 1916. En 1920, comenzó a escribir para The West Australian, en la columna 'Women's Interests' firmando como 'Ixia', y contribuyó a organizaciones como la Country Women's Association: un club de escritores, y continuó su interés en la monta de caballos.
Comenzó a pintar y a publicar un gran número de acuarelas, donde sus paisajes también fueron adquiridos por los departamentos gubernamentales. Así colaboró con el botánico estadual, Charles Austin Gardner, en la producción de sus libros, y fue incluida en A Story of a Hundred Years: Western Australia, 1829-1929, de Hal Colebatch.
Aparte de una serie de pinturas e ilustraciones, sus obras más notables son Wildflowers of Western Australia en 1921, y West Australian Orchids en 1930. Esas publicaciones fueron pensadas para ser accesibles por naturalistas aficionados y entusiastas, las descripciones científicas fueron acompañados con más exposición "subjetiva". Las muestras están cuidadosamente ilustradas, pintadas, y se describen, como por ej. Drosera, y Cephalotus se presentaron como "salvajes y sanguinarias de la vida de las plantas". Tales libros fueron populares y recomendados.
Varias publicaciones se emitieron como Wildflowers Of Western Australia, otra así titulada, de 1936, de la Oficina de Publicidad & Turismo del Estado, por Gardner, con una pintura de Emily Pelloe. Otra se publicó en 1941, también de Gardner; y por Emily: "Localities and flowering seasons" ("Localidades y épocas de floración"). Esas publicaciones acortados eran para la promoción y celebración de las Flora estaduales, y obras similares continuaron siendo producidas, como suplementos, en el periódico West Australian durante muchos años.

## Legado
Su carrera se acortó por la mala salud, y murió mientras montaba a caballo en 1941. Su gran colección de ilustraciones se presentó a la Universidad de Australia Occidental en una ceremonia, al año siguiente. La donación fue hecha por su marido y recibida por el Gobernador del Estado, Sir James Mitchell, quien dio un elogio. La colección de más de 400 pinturas se encuentra en el Colegio de Santa Catalina, y dentro del Departamento de botánica.

## Otras publicaciones
- 1995. Emily Pelloe: Western Australian Wildflowers. Con Lawrence Wilson Art Gallery. Ed. Lawrence Wilson Art Gallery, University of Western Australia, 100 pp.

- La abreviatura «Pelloe» se emplea para indicar a Emily Pelloe como autoridad en la descripción y clasificación científica de los vegetales.[1]